# 2023년 3월 죽음
다음은 2023년 3월에 사망한 저명한 인물 목록이다.
- 3월 1일
  - 미국의 영화배우 테드 도널드슨
  - 오스트리아의 예술가 페터 바이벨
  - 프랑스의 축구선수 쥐스트 퐁텐

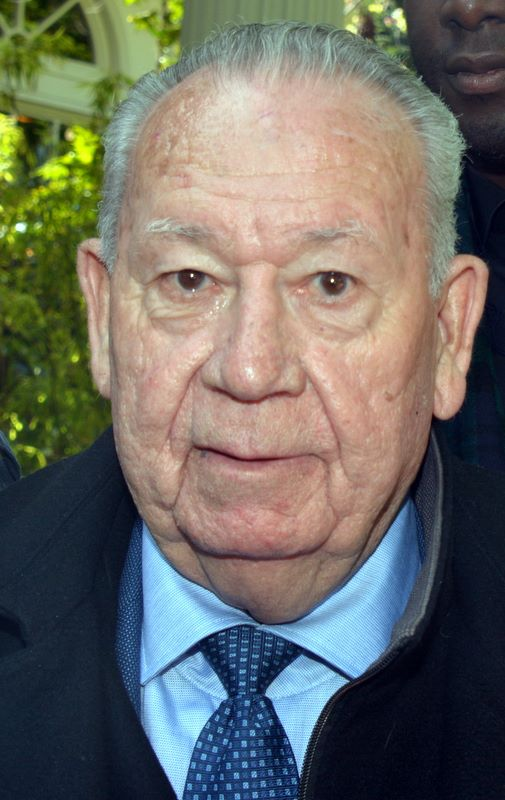
쥐스트 퐁텐

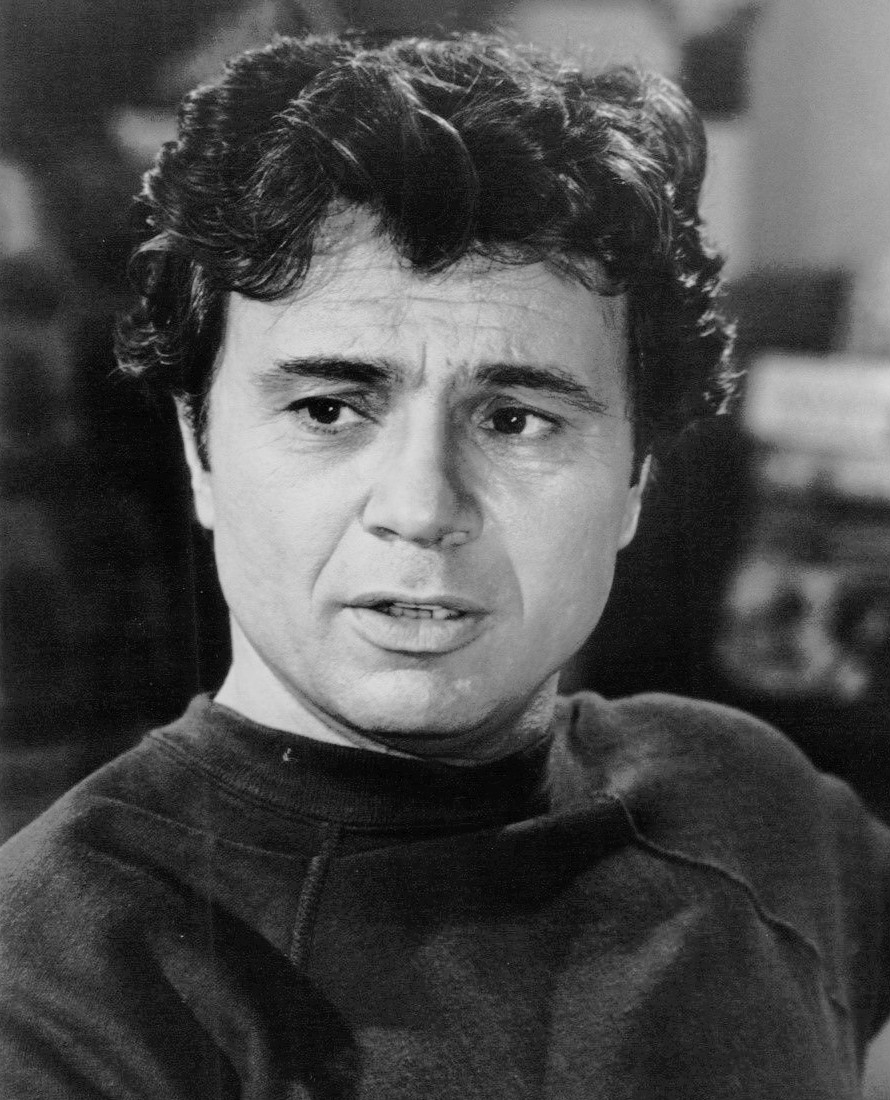
로버트 블레이크

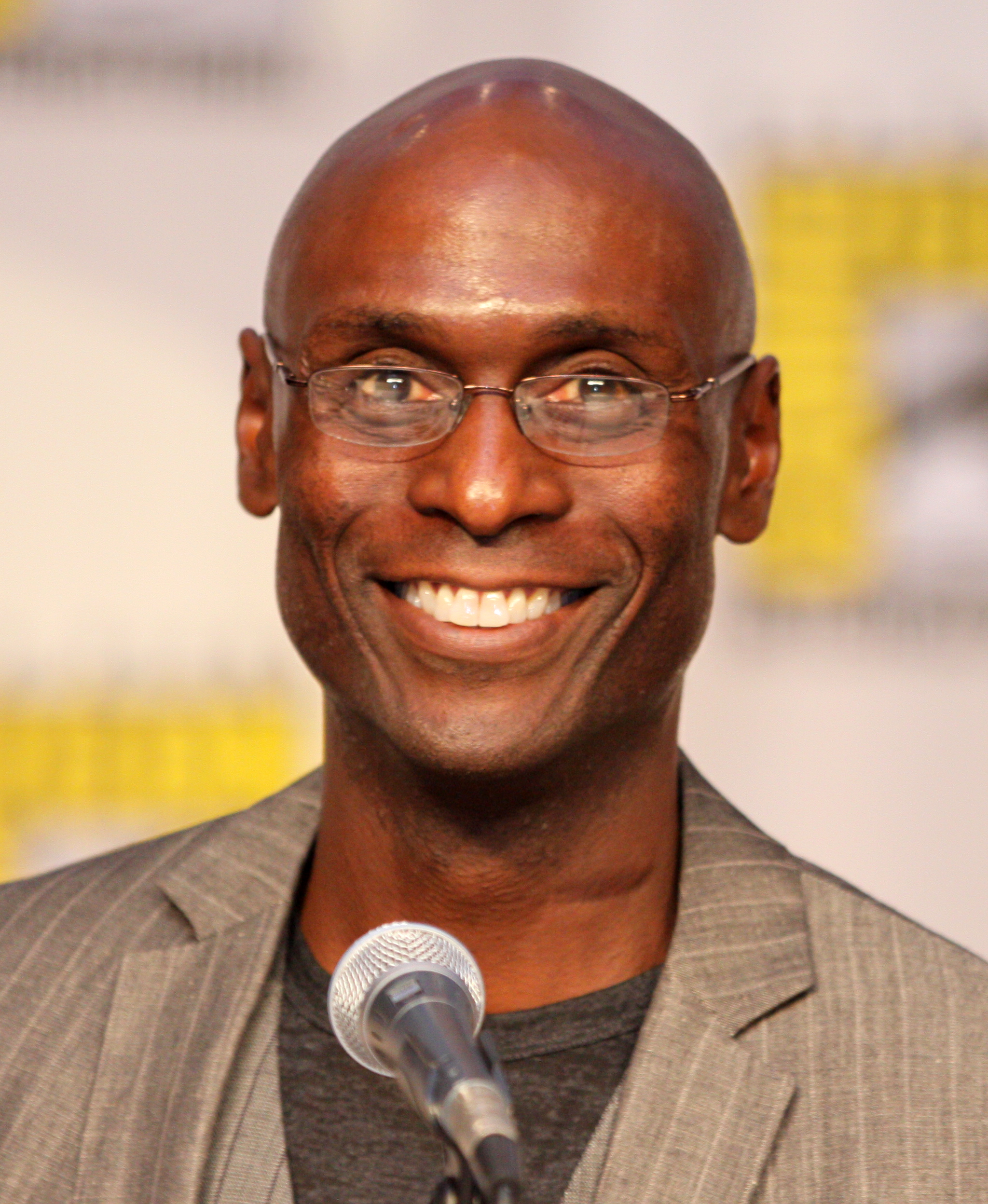
랜스 레딕

- 3월 2일 - 미국의 작곡가 웨인 쇼터
- 3월 3일
  - 미국의 영화배우 톰 시즈모어
  - 일본의 작가 오에 겐자부로
- 3월 5일
  - 미국의 생물학자 프란시스코 아얄라
  - 대한민국의 영화감독 이강현
- 3월 6일 - 대한민국의 기업인 박영주
- 3월 7일 - 미국의 여성 다이빙선수 팻 매코믹
- 3월 8일 - 프랑스의 가수 마르셀 아몽
- 3월 9일
  - 미국의 영화배우 로버트 블레이크
  - 일본의 대식가 스가와라 하쓰요
- 3월 11일
  - 대한민국의 연극배우 권병길
  - 대한민국의 정치인 이건영
- 3월 12일
  - 대한민국의 음악가 김남윤
  - 미국의 육상선수 딕 포스버리
- 3월 14일
  - 대한민국의 법조인 김용철
  - 캐나다의 영화배우 루이제트 뒤소
- 3월 15일 - 일본의 정치인 나카야마 다로
- 3월 17일 - 미국의 영화배우 랜스 레딕
- 3월 19일 - 대한민국의 야구선수 권기홍
- 3월 20일 - 오스트레일리아의 영화배우 테리 노리스
- 3월 21일
  - 대한민국의 법조인 노재윤
  - 일본의 모델 카타세 미즈키
- 3월 24일
  - 미국의 기업인 고든 무어
  - 대한민국의 정치인 윤식
- 3월 26일
  - 독일의 추기경 카를요제프 라우버
  - 이탈리아의 영화배우 이바노 마레스코티
- 3월 28일
  - 대한민국의 법조인 백성길
  - 일본의 음악가 사카모토 류이치
- 3월 30일 - 벨기에의 영화배우 요한 레이선